# Islote Palmier
Islote Palmier, (en francés Îlet Palmier y también conocido como Palm Island) es el nombre que recibe un pequeño islote del país caribeño de Haití, que está situado en el departamento de Grand'Anse, distrito de Corail, y en la comuna de Pestel. 